# Rodrigo Sam
Rodrigo Eduardo da Silva , mais conhecido como Rodrigo Sam (Marília, 24 de julho de 1995), é um futebolista brasileiro que atua como zagueiro. Atualmente, joga pelo Juventude.

## Carreira

### Marília
Subiu ao elenco profissional do Marília em 2013, vindo do sub-20 do próprio clube, para a disputa do Campeonato Paulista de Futebol - Série A2.

### Corinthians
Ao assinar com o Corinthians, onde foi inicialmente integrado à equipe sub-20. Pelo time de base, conquistou a Copa São Paulo de Futebol Júnior de 2015 e foi escolhido como um dos zagueiros da seleção do torneio.
Em fevereiro de 2015, após o término da Copa São Paulo, foi promovido ao elenco principal. Pelo clube integrou o elenco que conquistou o Campeonato Brasileiro de 2015.

### Série de empréstimos do Corinthians
Entre os anos de 2016 e 2018 passou por uma série de empréstimos, tendo sido para os clubes Tigres do Brasil, Bragantino, Água Santa, Oeste, Ituano, Boa Esporte e Novorizontino.

### Água Santa
Após o término de seu contrato com o Corinthians em dezembro de 2018, Rodrigo Sam assinou com o Água Santa para a temporada de 2019.

### Nacional-SP
Em junho de 2019, transferiu-se para o Nacional-SP.

### Marcílio Dias
Em dezembro de 2019, foi apresentado pelo Marcílio Dias, para disputa do Campeonato Catarinense de 2020.

### Retorno ao Água Santa
Em 2020, retornou ao Água Santa, onde se firmou como titular e capitão da equipe. Durante esse período, conquistou o vice do Campeonato Paulista Série A2 em 2021.

#### Empréstimos pelo Água Santa
Em 2021, foi emprestado ao Oeste. Ainda em 2021, foi cedido ao XV de Piracicaba.
Em 2022, foi emprestado ao Mirassol para a disputa do Campeonato Brasileiro Série C. Pelo clube, integrou o elenco campeão da competição.

### Mirassol
Em 2023, assinou em definitivo com o Mirassol, para disputa do  Campeonato Brasileiro Série B daquele ano.

### Juventude
No final do ano de 2023, foi anunciado como reforço do Juventude para a temporada seguinte. Em fevereiro de 2025, renovou seu contrato até o final de 2026.

## Títulos
Corinthians
- Campeonato Brasileiro: 2015[4]

 Mirassol 
- Campeonato Brasileiro Série C: 2022[4][10]